# (20236) 1998 BZ7
1998 BZ7 (asteroide 20236) é um APL. Possui uma excentricidade de 0.55675604 e uma inclinação de 6.49125º.
Este asteroide foi descoberto no dia 24 de janeiro de 1998 por NEAT em Haleakala.